# 三重日産自動車
三重日産自動車株式会社（みえにっさんじどうしゃ）は、三重県を主な販売エリアとする、日産自動車の正規ディーラーである。通称は三重日産。

## 概要
前身の中勢鉄道株式会社は、三重県の中勢地区（津市、久居市、一志郡内）を営業区域とする地方鉄道を営む会社であった。中勢鉄道は1920年（大正9年）2月に設立され、津市岩田橋詰から青谷を経由し、久居町（現・久居市）を経て、一志郡白山町家城に至る地方鉄道の軌道を敷設し、一般運輸業を開業した。その後、中勢鉄道は1946年（昭和21年）6月に「中勢商事株式会社」に商号変更し、鉄道運輸業を廃業し、事業目的を各種車両、同部品の売買、修繕、不動産の売買に変更した。
その後中勢商事は1946年（昭和21年）11月1日に改組され、三重日産自動車販売株式会社が発足した。本店所在地は津市羽所町4番地とした。日産．ダットサン．日産ディーゼル車及び同部品用品の販売、並びに修理業、不動産の売買業を経営した。
1961年（昭和36年）6月に三重日産自動車株式会社に商号を変更。1988年（昭和63年）10月に現在地に本店を移転した。
店舗には通常の「日産店」の他、ルノー車を扱う「ルノー店」（三重県内1店舗）がある。

## 沿革
- 1945年（昭和21年）11月1日 - 中勢商事株式会社を改組し、商号を三重日産自動車販売株式会社に変更し創業
- 1949年（昭和24年）4月 - 松阪営業所（現・松阪店）開設。
- 1961年（昭和36年）6月 - 三重日産自動車株式会社に商号を変更。
- 1962年（昭和37年）4月 - 伊勢営業所（現・伊勢神久店）開設
- 1963年（昭和38年）10月 - 上野営業所（現・上野城北店）開設。
- 1966年（昭和41年）6月 - 津市垂水（現・本社所在地）に新車検収場を建設
- 1967年（昭和42年）4月 - 尾鷲営業所（現・尾鷲店）開設。
- 1968年（昭和43年）
  - 4月 - 桑名営業所（現・桑名江場店）開設。
  - 8月 - 名張出張所（現・イング名張店）開設
- 1969年（昭和44年）9月 - 鈴鹿営業所（現・鈴鹿中央通り店）を開設。
- 1972年（昭和47年）6月 - 志摩営業所（現・志摩店）開設。
- 1976年（昭和51年）8月 - 津市垂水へ津南営業所（現・津垂水店）を開設。
- 1978年（昭和53年）4月 - 桑名江場店を新築開設
- 1980年（昭和55年）12月 - 久居営業所（現・津久居店）を久居市明神町に新築開設。
- 1988年（昭和63年）10月 - 本店所在地を現住所（三重県津市垂水557-1）に移転
- 1990年（平成2年）3月 - 新車整備センターを津市大字垂水に新築開設。
- 1994年（平成6年）7月 - 鈴鹿車体センターを鈴鹿市西条に新築開設。
- 2000年（平成12年）6月 - ルノー四日市南店を四日市営業所敷地内に新設、ルノー車の販売を開始。
- 2001年（平成13年）4月 - 伊勢日産モーター株式会社を合併。同日、拠点名称を現店舗名に変更。
- 2007年（平成19年）4月 - 久居市と津市の合併により、久居店を津久居店と店名変更。
- 2021年（令和3年）12月 - 四日市羽津店リニューアルオープン
- 2022年（令和4年）3月 - 鈴鹿中央通り店リニューアルオープン

## 店舗

### 日産
- 桑名江場店 - 桑名市江場708-1
- 四日市羽津店 - 四日市市白須賀1丁目14-17
- 四日市インタ－店 - 四日市市智積町6194-1
- 四日市新正店 - 四日市市新正2丁目1-21
- 四日市日永店 - 四日市市日永東3丁目9-26
- 鈴鹿中央通り店 - 鈴鹿市西条6丁目52
- 津江戸橋店 - 津市上浜町2丁目206-1
- 津垂水店 - 津市垂水557-1
- 津久居店 - 津市久居明神町77-3
- 上野城北店 - 伊賀市平野北谷481
- ニッサンIng名張 - 名張市東田原2601-2
- 松阪三雲店 - 松阪市久米町1066-2
- 松阪店 - 松阪市京町1区13-8
- 伊勢上地店 - 伊勢市上地町818
- 伊勢神久店 - 伊勢市神久2丁目1-66
- 志摩店 - 志摩市磯部町穴川1183-31
- 尾鷲店 - 尾鷲市小川東町31-7

### ルノー
- ルノー四日市 - 三重県四日市市新正2-1-21
- ルノーサービスサテライト津 - 三重県津市大字垂水557-1

## 三重日産のブルー・スイッチ活動
「ブルー・スイッチ」とは、日本が抱える地球温暖化や災害対策等の課題を解決するための活動、日本電動化アクション『ブルー・スイッチ』を日産自動車が2018年5月に発表した。これは、電気自動車（EV）のパイオニアである日産が、電気自動車の普及を通してゼロエミッション社会を実現し、社会の変革に取り組んでいくという決意であり、使命とする活動である。
- 2019年（令和元年）
  - 5月29日 - 伊勢市（市長：鈴木健一）、日産自動車（社長：西川廣人）および三重日産自動車の3社は、災害時における電気自動車からの電力供給に関する「災害連携協定」を締結したと発表[1]。本協定は、「伊勢市は、地震災害や風水害、その他の災害を要因とする大規模停電が発生した際に、市が指定する避難所等において、三重日産自動車から貸与される電気自動車「日産・リーフ」の電力を電力源として活用することで、避難所の円滑な運営を行い、市民の生命や身体の安全を守る」というもの。
  - 8月27日 - 三重県（県知事：鈴木英敬）と日産自動車、ならびに日産の販売会社である三重日産自動車および日産プリンス三重販売の4者は、「電気自動車を活用した災害連携協定」を締結した[2]。県は「走る蓄電池」としてのEVの特性を活かし、停電対策（EVからの給電）や大規模災害時の燃料不足でも移動手段等として防災対策での活用が期待でき、三重県の地域防災力向上に資することができる。
- 2020年（令和2年）7月20日 - 桑名市（市長：伊藤徳宇）、日産自動車（社長：内田誠）および三重日産自動車の3者は、20日、電気自動車を活用した「災害連携協定」を締結した[3]。本協定の内容は、桑名市にて『地震災害等による大規模停電が発生した際に、市が指定する防災拠点施設や、防災関連施設等において、日産の販売会社である三重日産自動車より貸与されるEV「日産・リーフ」を電力源として活用することで、施設等の円滑な運営を行い、市民の安全確保に努めるとともに、EVの普及を通じて、地域課題解決や環境負荷の低減に取り組む』というもの。
- 2023年（令和5年）3月16日 - 木曽岬町（町長：加藤隆）、日産自動車および三重日産自動車の3者で「電気自動車を活用した脱炭素化及び災害に強いまちづくりに関する連携協定」を締結[4]。
- 2024年（令和6年）1月16日 - 津市、日産自動車および三重日産自動車の3者で「電気自動車及び再生可能エネルギーを活用した持続可能なまちづくりに関する包括連携協定」を締結[5]。市と日産自動車は、EVや再生可能エネルギーの積極的な活用により脱炭素社会を推進し、環境・防災対策等、本協定締結に基づく様々な取組を行う。今後も、津市が目指す脱炭素社会の実現、ゼロ・エミッション社会の先にある美しい自然環境の保全、クリーンで住みやすい持続可能なまちづくりに向けて取り組むというもの。

## 不祥事
2024年8月9日、封印取付け業務について、使用済み封印の再利用をしていたとして国土交通省中部運輸局より6ヶ月間の封印取付けの委託停止となった。委託停止期間中は、行政書士等に封印取付けを委託するとしている。